# Johanna Liebeneiner

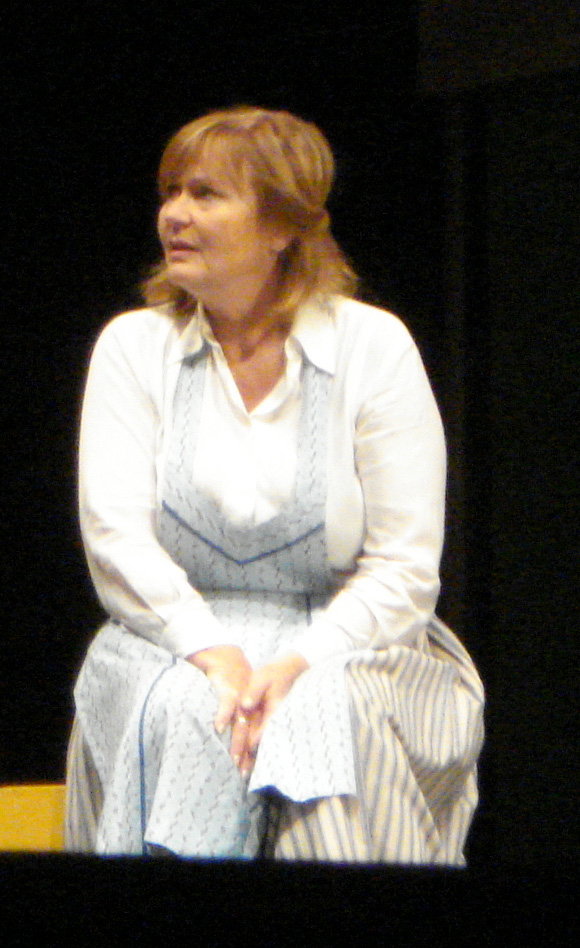
Johanna Liebeneiner in Wir sind noch einmal davongekommen, Tourneetheater Der Grüne Wagen (Wels, September 2008)

Johanna Liebeneiner (* 25. Juni 1945 in Hamburg) ist eine österreichische Schauspielerin.

## Leben
Sie ist die Tochter des Regisseurs Wolfgang Liebeneiner und der Schauspielerin Hilde Krahl. Johanna Liebeneiner erhielt Schauspielunterricht in Wien und bei Else Bongers in Berlin. Ihre Taufpatin war die Schauspielerin Ida Ehre.
Johanna Liebeneiner gab ihr Debüt an den Hamburger Kammerspielen als Christine in Liebelei. 1967 erhielt sie ein Engagement in Aachen.
1968 bis 1973 wirkte sie am Düsseldorfer Schauspielhaus, wo sie unter anderem das Gretchen in Faust I und die Helena in Faust II spielte. Von 1973 bis 1975 arbeitete sie am Staatstheater Hannover. 1975 war sie die Célimène in Der Menschenfeind am Schauspielhaus Hamburg. 1976/1977 wirkte sie wieder in Düsseldorf und danach am Staatstheater Stuttgart. 1985 ging sie nach Bremen und war 1986/1987 am Bayerischen Staatsschauspiel in München engagiert.
Seitdem ist Johanna Liebeneiner freischaffend und trat ab 1989 mit eigenen Theaterinszenierungen hervor. Sie war in zahlreichen Fernsehserien wie Tatort und Liebling Kreuzberg zu sehen. In der Serie Schlosshotel Orth gehörte sie als Hotelmanagerin Doris Haller zur Stammbesetzung. Darüber hinaus gibt sie Leseabende und coacht Nachwuchsschauspieler. Im Sommer 2007 spielte sie u. a. die Rolle der Iokaste in König Ödipus von Sophokles im Rahmen der Trierer Antikenfestspiele. Seit Jahren ist sie immer wieder mit dem Tourneetheater Der Grüne Wagen in Deutschland, Österreich und der Schweiz unterwegs, u. a. in den Produktionen Lysistrate und Wir sind noch einmal davongekommen.
Johanna Liebeneiner war mit dem Kameramann Michael Thiele verheiratet. Aus dieser Ehe stammt ein Sohn, Friedemann Thiele, der ebenfalls Schauspieler ist.
Von September 2010 bis Juni 2011 spielte Johanna Liebeneiner in der Hauptbesetzung der ZDF-Telenovela Lena – Liebe meines Lebens die Gräfin Amelie von Ahrensberg.

## Filmografie
- 1966: Das Märchen (Fernsehen)
- 1969: Abel, wo ist dein Bruder? (Fernsehen)
- 1971: Sieben Ohrfeigen (Fernsehen)
- 1973: Mit der Liebe spielt man nicht
- 1973: Frühbesprechung – Die Party (Fernsehserie)
- 1975: Filmriss (Fernsehen)
- 1975: Tatort – Kurzschluss (Fernsehreihe)
- 1977: Sonderdezernat K1 – MP-9mm frei Haus (Fernsehserie)
- 1978: Meine dicke Freundin (Fernsehen)
- 1978: Mirjam und der Lord vom Rummelplatz (Fernsehserie)
- 1979: Wo die Liebe hinfällt (Fernsehen)
- 1979: Die großen Sebastians (Fernsehen)
- 1979: Der Mörder
- 1979: Die Protokolle des Herrn M. – Eine Frau kommt nicht an (Fernsehserie)
- 1982: Gastspieldirektion Gold (Fernsehserie)
- 1983: Dein Vater kann dir die Welt nicht erklären in einer Stunde (Fernsehdokumentation über ihren Vater)
- 1985: Anruf genügt (Fernsehen)
- 1986: Die Lokomotive (Fernsehen)
- 1987: Ein Mann nach meinem Herzen (Fernsehen)
- 1987: Tatort – Voll auf Haß
- 1988: Die Schwarzwaldklinik – Die Erbschaft (Fernsehserie)
- 1988: Tatort – Ausgeklinkt (Fernsehserie)
- 1989–1991: Wie gut, dass es Maria gibt (Fernsehserie)
- 1990: Praxis Bülowbogen
- 1990: Unternehmen Jocotobi (Fernsehserie)
- 1992: Die Männer vom K3 – Zu hoch gepokert (Fernsehserie)
- 1994: Tatort – Klassen-Kampf
- 1996–2004: Schlosshotel Orth (Fernsehserie)
- 1997: Tatort – Tod im All
- 1998: Kommissar Rex – Mosers Tod (Fernsehserie)
- 1998: Liebling Kreuzberg – Hirngespinste (Fernsehserie)
- 1998: Liebling Kreuzberg – Schwer verdientes Geld (Fernsehserie)
- 1998: Liebling Kreuzberg – Der einzige Ehrliche (Fernsehserie)
- 1998: Alle meine Töchter Eifersucht und Niedertracht (Fernsehserie)
- 1999: Unser Lehrer Doktor Specht (Fernsehserie)
- 1999: Forsthaus Falkenau – Krach in Küblach
- 2000: Fast ein Gentleman – Der Papa (Fernsehserie)
- 2001: Alle meine Töchter – Eine verrückte Gesellschaft (Fernsehserie)
- 2001: Venus & Mars
- 2001: Der Ermittler – Mord auf dem Golfplatz (Fernsehserie)
- 2004: Die Rosenheim-Cops – Zoff im Kuhstall (Fernsehserie)
- 2008: Kommissarin Lucas – Wut im Bauch (Fernsehfilm)
- 2009: Der Froschkönig (ARD-Märchenfilmreihe Sechs auf einen Streich)
- 2009: Der Bergdoktor (Fernsehserie, Episode)
- 2009: SOKO Kitzbühel (Fernsehserie, Episode)
- 2010–2011: Lena – Liebe meines Lebens (Fernsehserie)
- 2018–2019: Rote Rosen (Fernsehserie)

## Hörspiele
- 2004: Heinz von Cramer (nach Sonetten von Giuseppe Gioacchino Belli): Jede Seite ist Anfang, jede Seite ist Ende oder Zustände wie im alten Rom – Regie: Heinz von Cramer (Hörspiel – NDR)